# Droogdok

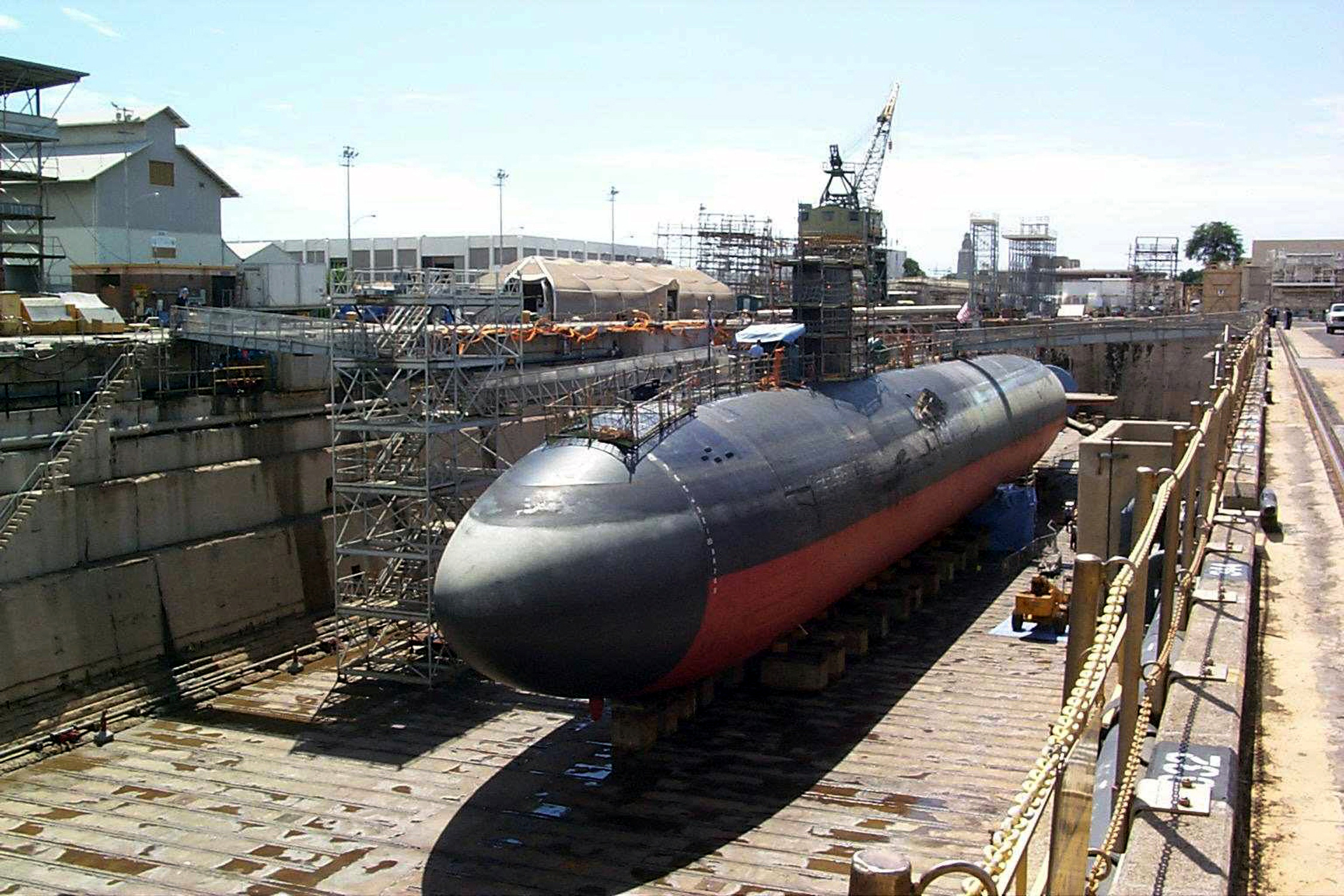
onderzeeboot in droogdok

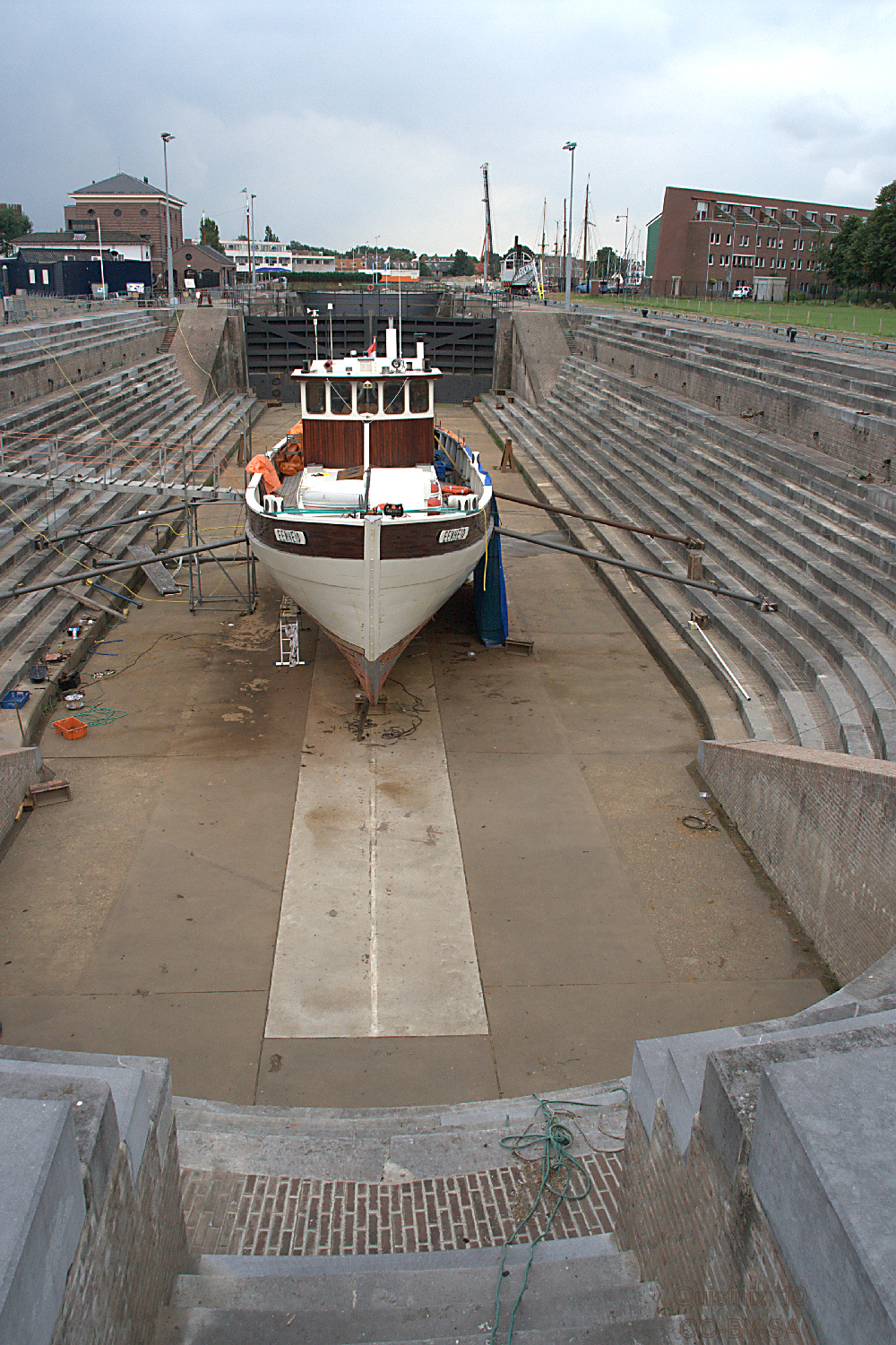
Droogdok Jan Blanken in Hellevoetsluis

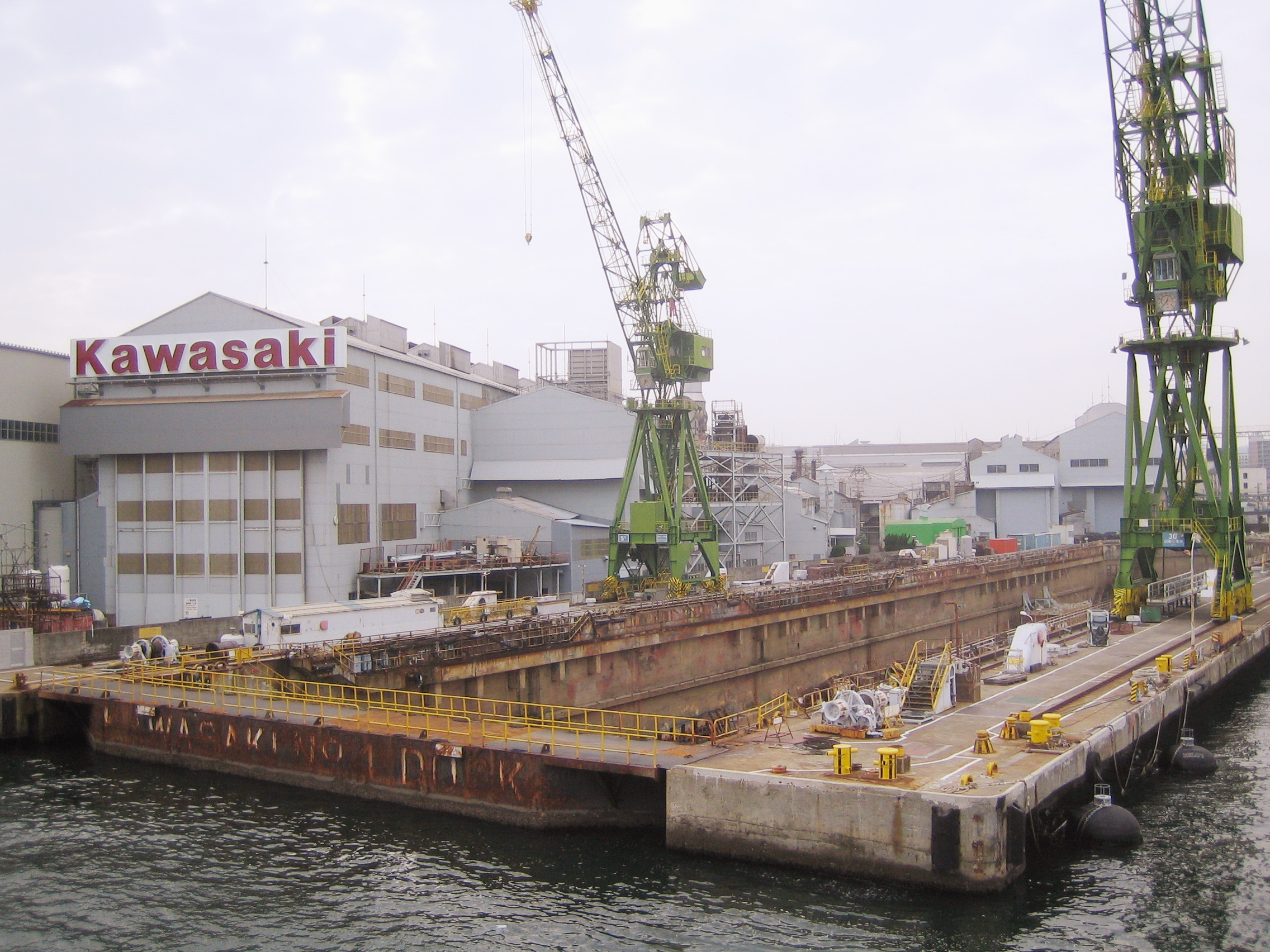
Leeg droogdok met gesloten deur en geflankeerd met bokkranen

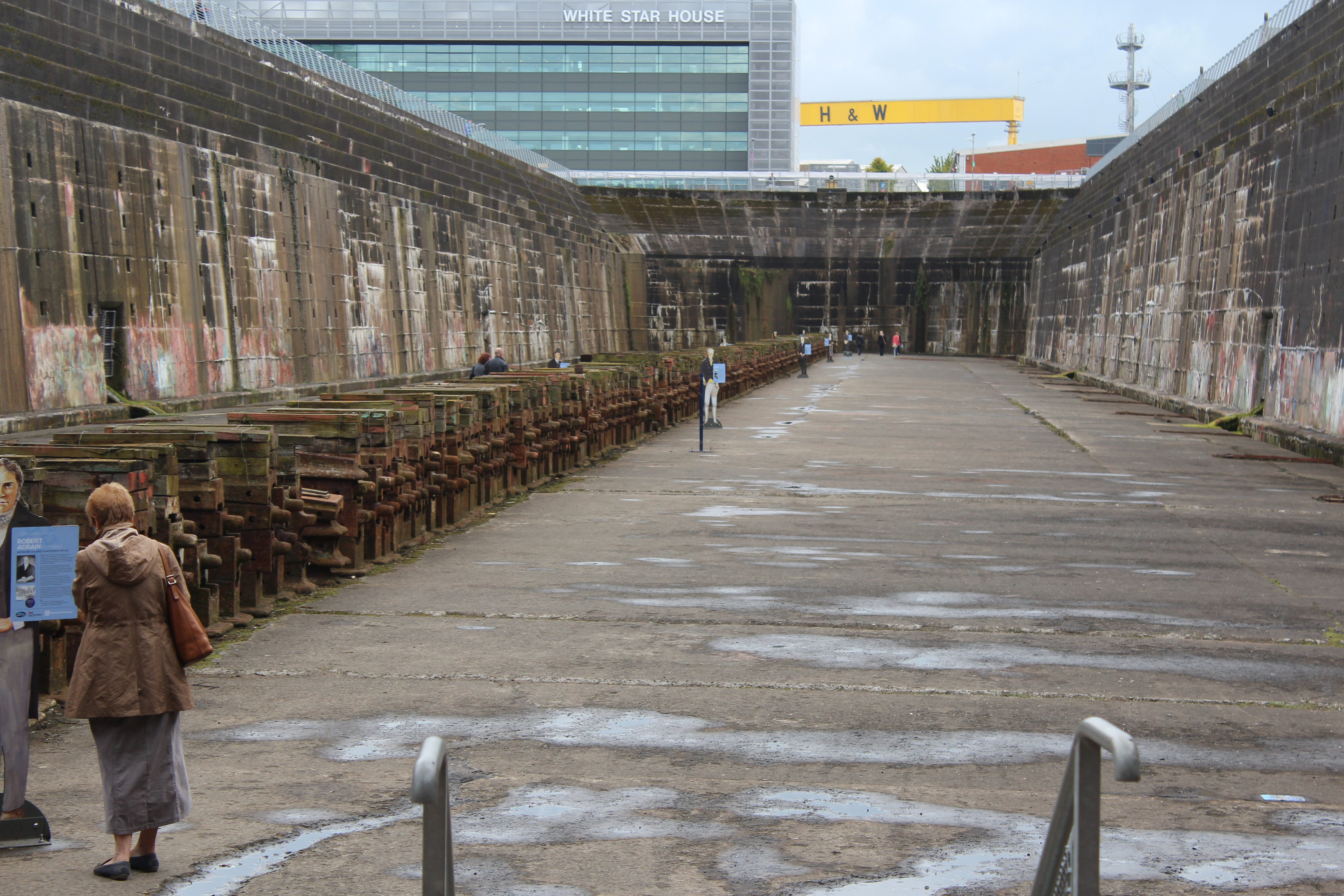
Het droogdok (269 m lang) waar de Titanic werd gebouwd (Belfast), in die tijd het grootste droogdok ter wereld. De White Star Line-kantoren en een brugkraan van Harland and Wolff bevinden zich op de achtergrond.

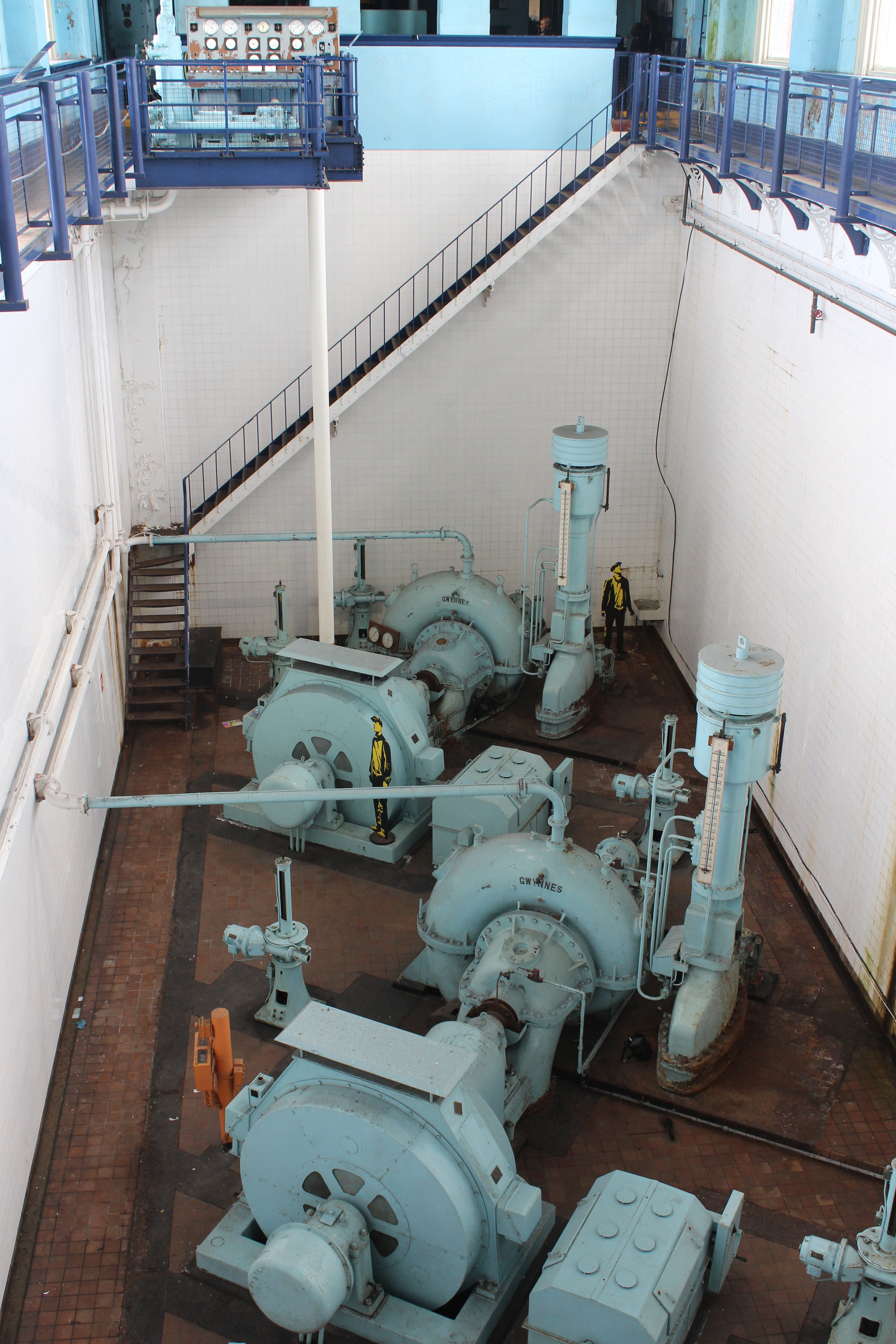
Pompen (1911) voor het regelen van het Thompson droogdok (waar de Titanic werd gebouwd).

Een droogdok is een vaste bouw- of reparatieplaats voor schepen, die men door middel van een mechanische aangedreven pompinstallatie onder water kan laten lopen, of droog kan zetten. In het Nederlandse spraakgebruik wordt de term droogdok gebruikt voor zowel een droogdok (Engels: graving dock) als voor een drijvend dok (Engels: floating dock). Hier wordt alleen de eerste vorm behandeld.

## Hoofdvormen

### Permanent droogdok
Het meest gebruikelijk is tegenwoordig een permanente rechthoekige constructie gemaakt van beton waarvan de bodem enkele meters dieper is dan het te bouwen of te repareren schip. Het droogdok heeft aan drie zijden een vaste muur en wordt aan het waterfront afgesloten door een deur. De deur van grote droogdokken is vaak een schipdeur. Na plaatsing wordt ze volgepompt en sluit zo het dok af van het omringende water. Als de deur geopend wordt, kan het schip binnenvaren en nadat dit in droogdok gepositioneerd is, begint men met het leegpompen. Na enige tijd (meestal enkele uren) is alle water weggepompt en staat het schip op zijn blokken.
Naast het dok op de dokwanden zijn vaak kraanbanen aangebracht. Kranen met een groot hijsvermogen kunnen hierover langs de volle lengte van het schip rijden om zware uitrustingstukken op of van het schip te hijsen.

### Tijdelijk bouwdok
Naast permanente droogdokken worden ook tijdelijke bouwdokken gebruikt. Zo zijn de pijlers van de Oosterscheldekering gebouwd op een bouwterrein dat na het gereedkomen van de pijlers onder water werd gezet (werkeiland "Neeltje Jans"). Speciale schepen konden zo het ondergelopen bouwterrein binnenvaren om de pijlers op te nemen. Dit tijdelijke droogdok was het grootste droogdok ter wereld. Dergelijke installaties zijn ook wel gebruikt om zeer grote offshore-constructies te bouwen. Bij Barendrecht ligt een bouwdok dat speciaal werd gebruikt voor de bouw van tunnelelementen, waaronder die voor de Tweede Coentunnel. Vanwege het tijdelijk karakter zijn deze dokken minder duurzaam gebouwd. Normaal gesproken wordt een droogdok toch geassocieerd met scheepsbouw en scheepsreparatie.

## Geschiedenis
In het verleden werd een droogdok vaak in de vorm van een scheepshuid gebouwd, met ronde vormen waar de dokbodem overgaat in de muren. Hierdoor waren de (water) krachten op de wanden gemakkelijker af te voeren, maar ook had men het voordeel dat men veel minder water hoefde te verpompen. Gezien de doosvormige vorm van het middendeel van moderne schepen worden nu alle moderne droogdokken doosvormig uitgevoerd.
Om een dok vol te laten lopen en te legen werd aanvankelijk gebruikgemaakt van het getij. Bij vloed werd de deur geopend om het schip het dok in te laten varen. Als na het sluiten van de deur het eb werd, kon het water via spuigaten uit het dok worden afgevoerd. Later ging men pompen gebruiken. Tijdens de industriële revolutie werden deze aangedreven door een stoommachine. Naderhand door een diesel- of elektromotor.
In oude havensteden komt men vaak oude droogdokken tegen, vaak zelfs tot midden in de stad. Deze oude dokken worden veelal nog steeds gebruikt. De tand des tijds heeft er ook niet zoveel vat op. De pompinstallatie en de deuren zijn regelmatig aan vervanging toe, maar het bassin zelf kan eeuwenlang gebruikt worden. Vaak zijn de kosten van opruimen ook groter dan de kosten van jarenlange exploitatie in de rode cijfers.
In Vlissingen bevindt zich het Dokje van Perry, gebouwd in 1704-1705 en aangepast in 1836-1838, met een schipdeur uit 1925. In Hellevoetsluis is het Droogdok Jan Blanken te vinden, gebouwd tussen 1798 en 1822 en met een schipdeur uit 1884. Op de voormalige rijkswerf Willemsoord in Den Helder zijn twee droogdokken aanwezig: Dok I (1822) en Dok II (1866), beide met een schipdeur.

## Grootste droogdokken
Het grootste gegraven droogdok ter wereld werd in 1970 in gebruik genomen door de Britse scheepswerf Harland and Wolff in Belfast en omvat 556 x 93 meter. Het grootste Nederlandse gegraven dok is het zogenaamde "mammoetdok" of "superdok" van Cornelis Verolme, in 1970 aangelegd door Verolme Dok en Scheepsbouw Maatschappij in Rozenburg. Het omvat 405 x 90 meter en is thans in gebruik voor onderhoud aan allerhande installaties voor de offshore door Keppel Verolme.
- Beelden uit 1938 van het Julianadok, een droogdok van de ADM